# اعتراضات علیه جنگ اسرائیل در غزه در پردیس‌های دانشگاهی
از ۱۷ آوریل ۲۰۲۴، رشته اعتراضاتی علیه جنگ اسرائیل علیه نوار غزه از طرف گروه‌های طرفدار آرمان فلسطین در ایالات متحده آغاز شد. این تظاهرات‌ها در واکنش به ورود اداره پلیس شهر نیویورک به اردوگاه دانشجویان دانشگاه کلمبیا برای انجام دستگیری‌های دسته جمعی در جریان تظاهرات دانشگاه در حمایت از فلسطین بود، که در آن معترضان به دنبال عدم سرمایه‌گذاری دانشگاه‌شان در اسرائیل بودند. خواسته‌های مختلف اعتراضات مختلف شامل قطع روابط مالی دانشگاه با اسرائیل و نهادهای وابسته به آن، شفافیت روابط مالی، و همچنین عفو معترضان است.
تظاهرات در ۲۲ آوریل گسترش یافت، زمانی که دانشجویان چندین دانشگاه در ساحل شرقی آمریکا - از جمله دانشگاه نیویورک، دانشگاه ییل، کالج امرسون، موسسه فناوری ماساچوست(MIT)، و دانشگاه تافتس - شروع به تجمع در دانشگاه‌ها کردند و همچنین با دستگیری‌های دسته جمعی در نیویورک و ییل مواجه شدند. اعتراضات در سراسر ایالات متحده در روزهای بعد شروع شد و اردوگاه‌های اعتراضی در بیش از ۴۰ دانشگاه ایجاد شد. در ۲۵ آوریل دستگیری‌های دسته جمعی دیگری در کالج امرسون، دانشگاه کالیفرنیای جنوبی و دانشگاه تگزاس رخ داد، و همزمان اعتراضات به اروپا، استرالیا و کانادا گسترش یافت. بیش از هفتصد معترض دستگیر شده‌اند، پس از سرکوب در ۲۷ آوریل که منجر به دستگیری حدود دویست نفر دیگر در دانشگاه نورث‌ایسترن، دانشگاه ایالتی آریزونا و دانشگاه ایندیانا شد.
در پاسخ به اعتراضات، ادارات پلیس دانشجویان را بازداشت کردند، مدیران دانشگاه دانشجویان را تعلیق کردند، و در آتلانتا چندین استاد در دانشگاه اموری بازداشت شدند. این تظاهرات‌ها منجر به تعطیلی دانشگاه کلمبیا و کال پلی هومبولت برای ادامه نیم‌فصل تحصیلی، انتقاد از رئیس‌جمهور جو بایدن، فرمانداران ایالات متحده ، ران دیسانتیس، گرِگ ابُت، و جاش شاپیرو. و همچنین محکومیت بنیامین نتانیاهو، نخست‌وزیر اسرائیل شده است. پاسخ پلیس به اعتراضات همچنین با انتقاد الکساندریا اوکاسیو-کورتز، نماینده ایالات متحده و دموکرات‌ها مواجه شده است، در حالی که تظاهرات توسط سناتور یهودی برنی سندرز حمایت می‌شود.

## پیش‌زمینه
از زمان شروع درگیری اسرائیل و حماس در ۷ اکتبر ۲۰۲۳، اعتراضات، از جمله تجمع‌ها، تظاهرات و کمپین‌های مربوط به جنگ اسرائیل با غزه در سراسر ایالات متحده در کنار سایر تظاهرات جنگ اسرائیل و حماس در سراسر جهان رخ داده است. معترضان طرفدار فلسطین از حمایت نظامی و دیپلماتیک آمریکا از تهاجم اسرائیل به نوار غزه و جرائم جنگی آن که برخی آن را نسل‌کشی نامیدند، انتقاد کردند.
برخی از اعتراضات توسط گروه‌هایی مانند «صدای یهودیان برای صلح» که در سال ۱۹۹۶ به عنوان یک سازمان مترقی یهودی ضد صهیونیستی تأسیس شد، گروه IfNotNow که در طول جنگ غزه در سال ۲۰۱۴ تأسیس شد، و «دانشجویان برای عدالت در فلسطین»، که بیش از ۲۰۰ شعبه در سراسر آمریکای شمالی دارد، سازماندهی می‌شوند.

## محتوا
بسیاری از اعتراض‌ها حول محور دانشجویانی است که از دانشگاه‌هایشان می‌خواهند روابط مالی خود را با اسرائیل و شرکت‌های درگیر در مناقشه قطع کنند (به عنوان بخشی از جنبش بایکوت، عدم سرمایه‌گذاری و تحریم اسرائیل)، و همچنین خواهان پایان یافتن حمایت نظامی آمریکا از اسرائیل هستند، برخی از تظاهرات‌ها همچنین خواستار قطع روابط دانشگاهی با اسرائیل، حمایت از آتش‌بس در غزه و افشای سرمایه‌گذاری‌ها از سوی دانشگاه‌ها شده‌اند. درخواست‌های دانشجویان نیز در میان تظاهرات‌های مختلف متفاوت بوده است، از جمله پایان دادنِ دانشگاه‌ها به پذیرش بودجه تحقیقاتی از طرف اسرائیل، و پایان دادن به سرمایه‌گذاری موقوفات دانشگاهی با مدیرانی که از نهادهای اسرائیلی سود می‌برند.
پس از چندین دستگیری دسته جمعی، این خواسته‌ها شامل عفو برای دانشجویان و اعضای هیئت علمی نیز می‌شود که به دلیل اعتراض تنبیه یا اخراج شده‌اند. اعتراض‌ها در بسیاری از دانشگاه‌ها توسط ائتلاف‌هایی از گروه‌های دانشجویی ایجاد می‌شوند و عمدتاً مستقل هستند، اما برخی از آنها بیان داشته‌اند که از اعتراضات دیگر دانشگاه‌ها الهام گرفته‌اند، و همگی خشونت را رد کرده‌اند.
شرکت کنندگان دانشجویان و استادان با پیشینه‌های مختلف شامل یهودیان و مسلمانان هستند که در تظاهرات شرکت کرده‌اند. برخی از تظاهرات از افراد دعوت می‌کردند تا در این تظاهرات به بازدید یا سخنرانی بپردازند، مانند عکاس روزنامه‌نگار فلسطینی معتز عزائزه که دعوت شد و از تظاهرات کلمبیا بازدید کرد. برخی از افرادی که شرکت کرده‌اند نیز نگرانی‌های خود را در مورد رفتار در محوطه دانشگاه با دانشجویان فلسطینی را مطرح کردند، و یکی از دانشجویان دانشگاه پنسیلوانیا به‌طور ناشناس بیان کرد که مدیریت دانشگاه محیطی خصمانه برای دانشجویان فلسطینی ایجاد کرده است در حالی که تلاش می‌کند با یهودستیزی مبارزه کند و از دانشجویان یهودی محافظت کند.
این اعتراضات با اعتراضات سال ۱۹۶۸ در بحبوحه مخالفت با جنگ ویتنام به دلیل گستردگی اعتراضات و همچنین تاکتیک‌ها مقایسه شده است. گاردین این اعتراضات را «شاید مهم‌ترین جنبش دانشجویی از زمان اعتراضات ضد دانشگاه ویتنام در اواخر دهه ۱۹۶۰» توصیف کرد. به گزارش ایندیپندنت، معترضان آن جنبش تاریخی را مورد مطالعه قرار دادند، در حالی که یک دانشجوی کارشناسی از کلمبیا اظهار داشت که سازمان دهندگان دانشجویی از تجربیات نسل‌های قدیمی‌تر درس گرفته‌اند و این جنبش را «کاملاً بر اساس میراث اعتراضات ۱۹۶۸» توصیف کرد.

## تأثیرات

### تعطیلی، لغو، و اعتراضات فارغ‌التحصیلی
در آوریل ۲۰۲۴، این اعتراضات منجر به تعطیلی دانشگاه کلمبیا و کال پلی هومبولت برای بقیه ترم شد، و اعضای هیئت علمی در کالیفرنیا، جورجیا و تگزاس نیز شروع به رای عدم اعتماد کردند. کلمبیا، کال پلی هومبولت و دانشگاه کالیفرنیای جنوبی مراسم فارغ‌التحصیلی خود را که قرار بود در ماه مه برگزار شود، لغو کردند. در ۱۳ مه، دانشگاه آمستردام پس از دوباره اشغال شدن محوطه دانشگاه به مدت دو روز تعطیل شد.
در ماه مه، تظاهرات در مراسم فارغ‌التحصیلی در دانشگاه میشیگان، دانشگاه نورث ایسترن، دانشگاه ایلینویز شیکاگو، دانشگاه ایندیانا، دانشگاه مشترک المنافع ویرجینیا، دانشگاه ویسکانسین-مدیسون، دانشگاه کارولینای شمالی، و دانشگاه کالیفرنیا، برکلی پس از درخواست معترضان، دانشگاه ورمونت سخنران مراسم فارغ‌التحصیلی خود، لیندا توماس-گرینفیلد، سفیر ایالات متحده در سازمان ملل متحد را لغو کرد. در ۱ ژوئن، دانشجویان در مراسم فارغ‌التحصیلی دانشگاه شیکاگو، اعتصاب کردند، و در دانشگاه هاروارد، مؤسسه فناوری ماساچوست و جاهای دیگر، انصراف از فارغ‌التحصیلی رخ داد. در ماه آوریل، یک گروه دانشجویی طرفدار فلسطین در انتخابات دولت دانشجویی دانشگاه میشیگان پیروز شد.

### واگذاری توسط دانشگاه‌ها

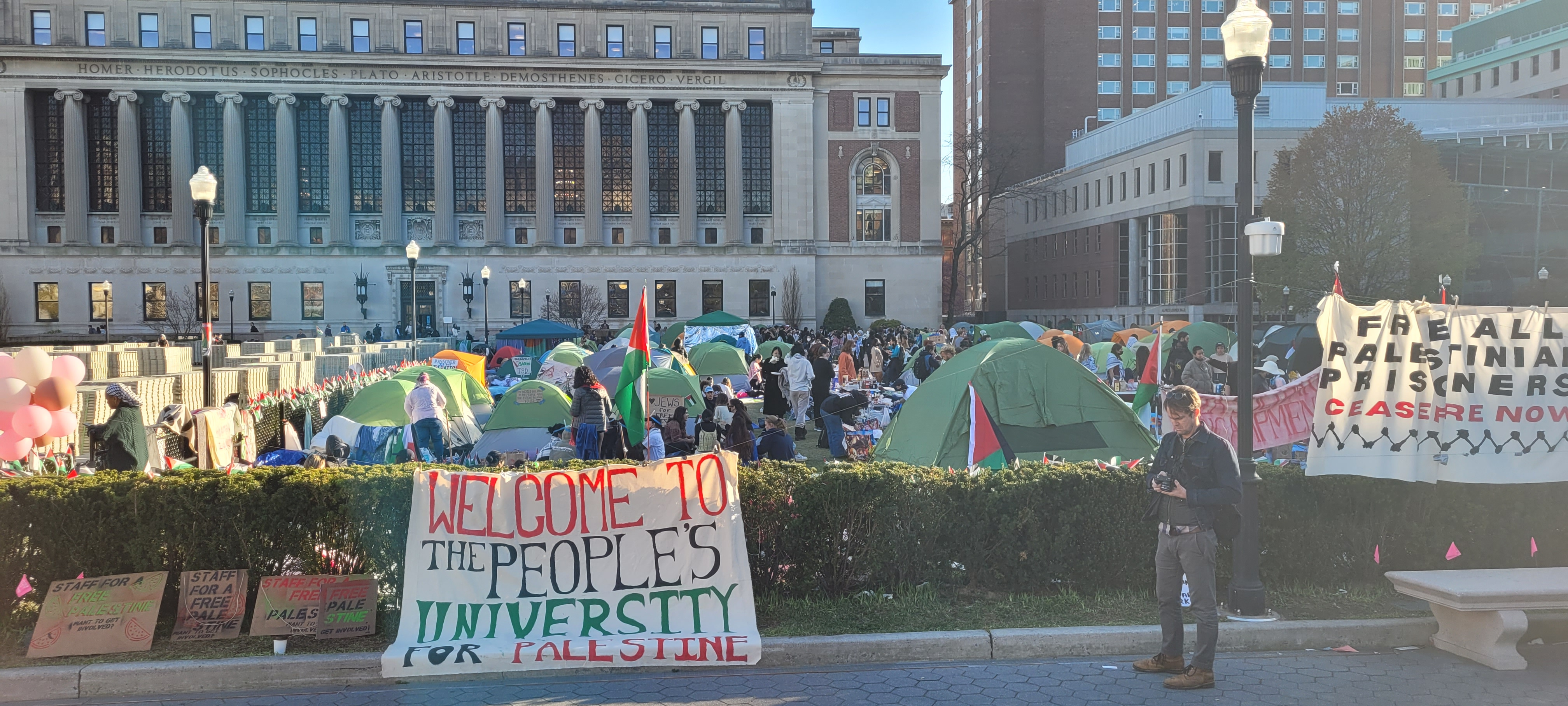
تابلوهایی که در کنار «اردوگاه همبستگی غزه» در دانشگاه کلمبیا در ۲۲ آوریل ۲۰۲۴ نمایش داده شد

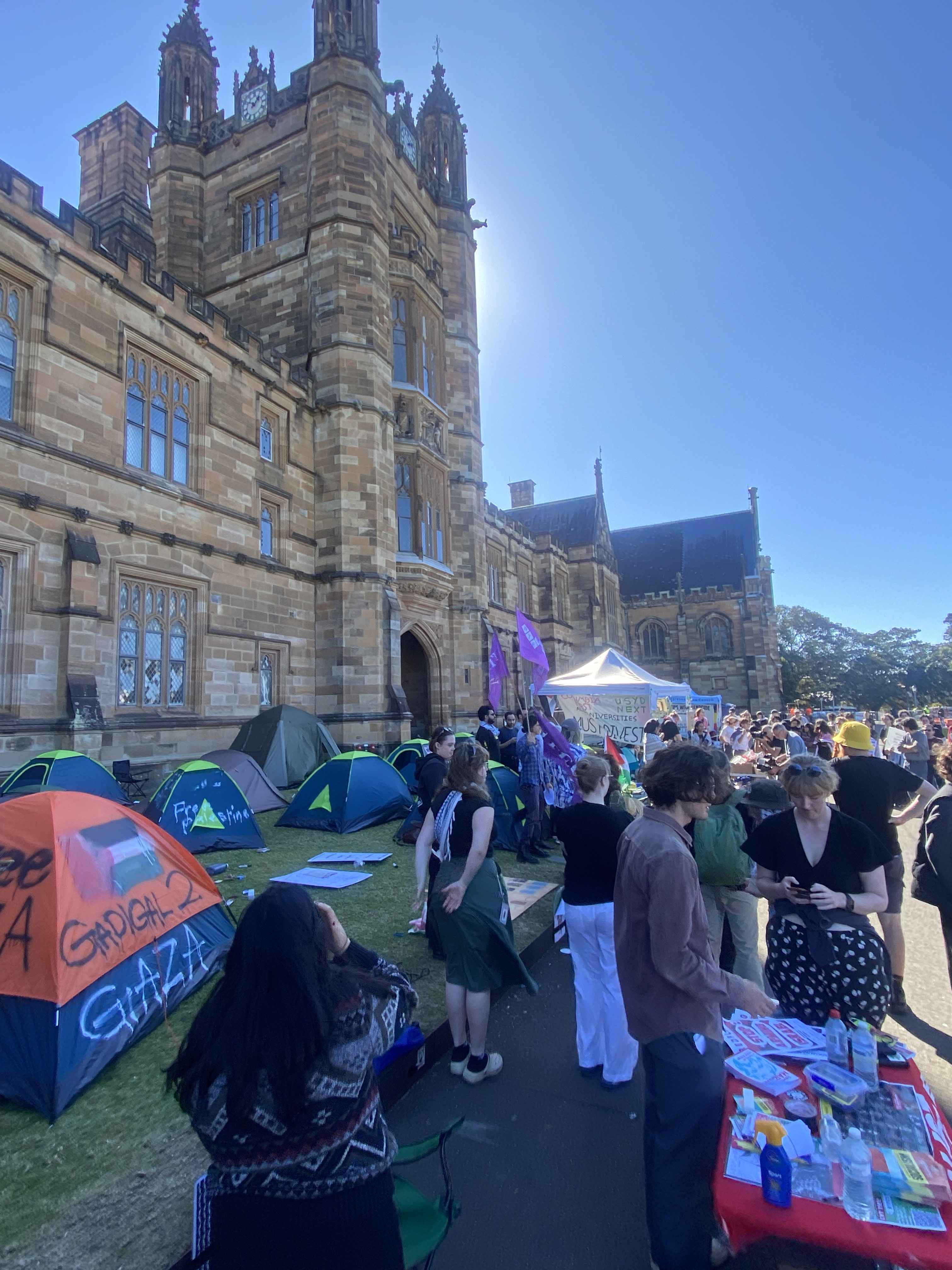
اردوگاه همبستگی غزه در دانشگاه سیدنی

در ۲۸ آوریل، دانشگاه ایالتی پورتلند (PSU) اعلام کرد که روابط مالی خود را با بوئینگ، از جمله هدایا و کمک‌های مالی، به دلیل روابط خود با اسرائیل متوقف می‌کند. در ۶ مه، کالج ترینیتی دوبلین در ایرلند موافقت کرد که سرمایه‌گذاری‌های خود را در شرکت‌های اسرائیلی که در فهرست سیاه شورای حقوق بشر سازمان ملل قرار دارند، پایان دهد. این شامل سه شرکت از ۱۳ شرکت اسرائیلی بود که صندوق وقف دانشگاه در آنها سرمایه‌گذاری کرده بود.

دانشگاه هلسینکی فنلاند تبادل دانشجو با دانشگاه‌های اسرائیل را در ۲۱ مه پس از دو هفته اعتراض در محوطه دانشگاه به حالت تعلیق درآورد. در ۲۸ مه، دانشگاه کپنهاگ در دانمارک اعلام کرد که سرمایه‌گذاری در شرکت‌هایی را که در کرانه باختری اشغالی فعالیت می‌کنند، متوقف می‌کند و یک روز بعد سرمایه‌گذاری به ارزش ۱۴۵۸۱۰ دلار آمریکا از Airbnb، Booking.com و EDreams را واگذار می‌کند. در ۳۱ ماه مه، پس از انجام تحقیقات، دانشگاه گنت در بلژیک با اشاره به «نگرانی‌های مربوط به ارتباط بین موسسات دانشگاهی اسرائیل و دولت، ارتش، یا سرویس‌های امنیتی اسرائیل» روابط خود را با دانشگاه‌ها و موسسات تحقیقاتی اسرائیل قطع کرد. این دانشگاه دو هفته قبل به دلیل ناسازگاری با سیاست حقوق بشر اسرائیل، روابط خود را با سه مؤسسه اسرائیلی قطع کرده بود. در ۱۱ ژوئن، دانشگاه واترلو در انتاریو، کانادا، با خواسته‌های معترضان موافقت کرد تا حقوق بشر را در تصمیمات سرمایه‌گذاری خود لحاظ کند. در اواخر آگوست ۲۰۲۴، دانشگاه ایالتی سانفرانسیسکو فرایند واگذاری را از چهار سازنده سلاح درگیر در جنگ آغاز کرد.

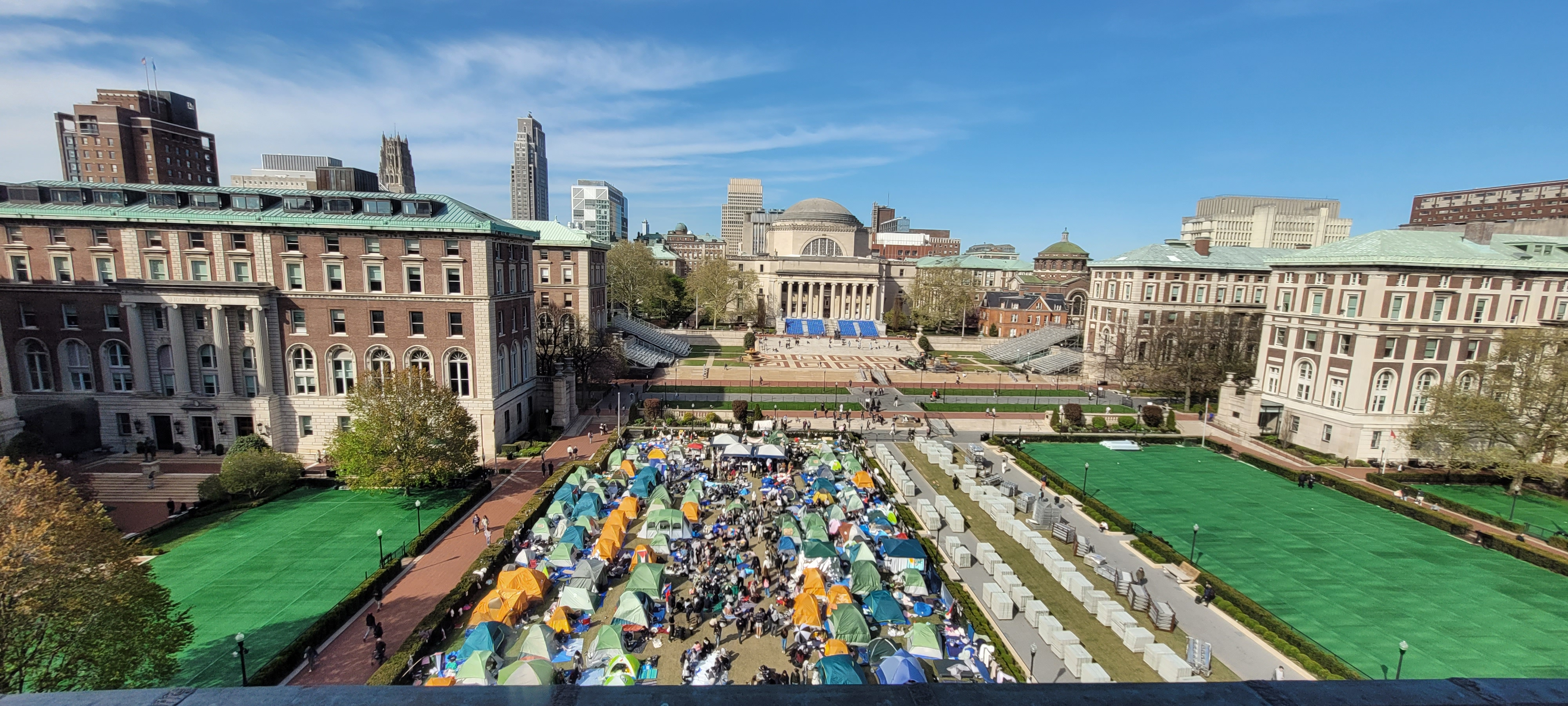
اردوی همبستگی غزه در دانشگاه کلمبیا در ۲۳ آوریل ۲۰۲۴